# وضاع غلال (تشين)
وضاع غلال (بالفارسية: اوضاع گلال) هي قرية تقع في إيران في قسم تشین الريفي.